# 夜のイチスタ
『夜のイチスタ☆』は大分放送で2019年10月2日より放送しているラジオ番組である。

## 概要
元々は2019年のナイターオフの帯番組『完売御礼 IMAZURU わいわいハイツ』202号室の番組としてスタートした番組で、朝のワイド番組『イチスタ☆』のスピンオフ番組という体裁だった。2020年春の番組改編による『完売御礼 IMAZURU わいわいハイツ』終了に伴い、単独の番組として土曜21:30に放送時間を移動した。パーソナリティは『イチスタ☆』火曜パーソナリティの池田麻衣子だが、当番組では「まいまい」名義。
朝ワイドのスピンオフであるが内容はほぼ逆で、「より自由に よりピンクに」をモットーにエロティックなトークを繰り広げる番組。放送当初はニッポン放送で放送されていた『浜辺美波 真夜中のシンデレラ』のような清純な番組を目指していたと語っている。
収録トークにはディレクターも参加しており、池田が暴走するとベルを鳴らして制止するほか、トークの掛け合いやツッコミ、笑い屋の役割も行う。桃色強めの池田に対して、桃色が強くなり過ぎないように軌道修正を行う、母親ないし良心的存在である。
2020年3月で『イチスタ☆』は『情熱ライブ!Voice』へと模様替えすることとなり終了したが、当番組は引き続き継続している。
2020年8月、番組Twitter（公式裏アカウントという扱い）を開設し、番組BGMについてや、『夜のさんスタ』として読めなかったメールや特別トークなどを公開している。番組公式ハッシュタグは「#夜のイチスタ」。
2020年10月からは『完売御礼』をルーツとする『オドリバラジオ』が当番組の前時間帯へ移動。前後で交流が続いている。
2021年3月末には番組開始時からディレクターを務めたがんちゃんが卒業した。
2023年9月末をもって、夜スタ放送開始より4年間番組を支え続けてくれたベル師兼ADみーちゃんが、多くのリスナーに惜しまれつつ退職。
メッセージは大分放送のメッセージフォームからのみ受け付けており、募集してから数か月経ってから紹介することもある。

### 番組独自の取り組み
酒を飲みながらの聴取を推奨しており、毎週、イタリアやフランスで使われる乾杯の掛け声「チン・チン（Cin cin・Tchin-Tchin）」とツイートすることを呼びかけているほか、池田の「おっぱい」という掛け声に対して、「たまたま」とツイートすることを呼びかけている。
毎月第1週目は出席確認として前月にハッシュタグをつけてXの投稿をおこなったリスナーの名前を読み上げている。
2022年11月より、収録時の大分県内のラブホテル在室情報を伝えている。

### 交流・評価
宮崎放送『JADDO』及び後継番組『甲斐杏奈の今夜もcheck check!』、山陰放送『森谷佳奈のはきださNIGHT!』、高知放送『水曜日のカツオボーイズ』、山陽放送の坂俊介アナウンサーといったラジオ番組や関係者とリスナーのメッセージをきっかけに交流がある。このうち、『JADDO』はもともと池田が好んで聴取していた番組であるが、甲斐杏奈加入後は過度なネタを抑える傾向にあり、『今夜もcheck check!』では番組との交流をしつつもこの手のネタは厳禁とされた。
2021年にはリスナーを介して、同様にエロネタを取り扱っている静岡放送『SHIZUOKA もんどセレクション』とも交流が生まれ、11月19日の放送に池田が電話出演した。
琉球放送『ラジオBar南国の夜』のパーソナリティである與古田忠は『夜のイチスタ』のことを「エロビデオ屋」と呼び、女性がパーソナリティのため、ポップに聴ける番組だと評している。
こうした交流がきっかけで、CBCラジオ『ラジ和尚・長谷雄蓮華のちょっと、かけこまナイト!』などのパーソナリティ・長谷雄蓮華が住職を務める愛知県愛西市 大法寺が2022年2月からスポンサーについた。その関係から月に一度、長谷雄が番組に出演している。2022年11月26日の放送にはスタジオ出演も果たした。
また時折、かつてジャパネットたかた在職の馬場雄二を電話で迎え、ラジオショッピングとトークを繰り広げていた。

## パーソナリティー
- まいまい

番組公式サイトでは「池田麻衣子」表記だが、radikoでは「まいまい」と表記される。

## 放送時間
- 土曜 21:30 - 22:00（2020年4月4日 - ）
- 水曜 21:30 - 22:00（2019年10月2日 - 2020年3月25日）

## コーナー
テーマメッセージ
その都度、設けられるテーマに沿ったメッセージを募集するコーナー。
ピンクなぞなぞ
エッチななぞなぞを募集するコーナー。
まいこはんの言葉遊びどすえ
第4週に放送するコーナー。テーマに沿った七・七・七・五調の都々逸を募集している。
ピンクおとぎ話
童話やおとぎ話をエッチな内容に変えるコーナー。
ももしべ長者
わらしべ長者の夜のイチスタ版となるコーナー。リスナーの家にあるグッズなどを募集している。
この他、普通のお便りやお悩み相談などを募集している。